# Десетична бройна система
Десетичната бройна система е позиционна бройна система с целочислена основа десет (10). Най-използваната система за представяне на числа в света. Използва се в аритметиката и в повечето механични броячи.

## Описание
При десетичната бройна система се използват десет цифри (от 0 до 9). Цифрите, подредени в число в зависимост от своята позиция, показват съответната степен на 10. От дясно наляво всяка позиция на числото отговаря в последователност за единиците, десетиците, стотиците и т.н. Най-дясната позиция се отнася за единиците или за нулевата степен на 10 (100 = 1). Следват десетиците – първа степен (101 = 10), стотиците – втора степен (102 = 100), хилядите – трета степен (103 = 1000) и т.н. Например петцифреното число 89302 се записва по следния начин:
89302 = (8 × 104) + (9 × 103) + (3 × 102) + (0 × 101) + (2 × 100). Същият принцип за определяне на числови стойности се използва и от други позиционни бройни системи, като двоичната и шестнадесетичната.

## История
Десетичната бройна система е свързана с броя на пръстите на двете ръце при хората.